# レーモン7世 (トゥールーズ伯)

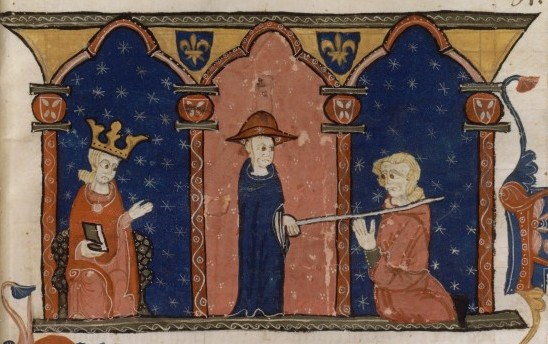
ルイ9世に臣従を誓うレーモン7世

レーモン7世（Raymond VII de Toulouse、1197年7月 - 1249年9月27日）は、トゥールーズ伯（在位：1222年 - 1249年）、サン＝ジル伯、ナルボンヌ公、ゴティア侯、プロヴァンス侯。レーモン9世（Raymond IX）と呼ばれることもある。レーモン6世とイングランド王女ジョーンの子。母方の祖父はイングランド王ヘンリー2世であり、リチャード1世（獅子心王）とジョン（欠地王）は叔父である。

## 生涯
1215年、第4ラテラン公会議は父レーモン6世から全ての領土を取り上げ、シモン・ド・モンフォールへ授け、もし彼が自らの宗教的正義を認めた場合は、レーモン6世にはプロヴァンス侯の称号のみ残すとした。イル＝ド＝フランスのシモン・ド・モンフォールを取り立てることは、フランス王フィリップ2世（尊厳王）へ敬意を払うことと同じだった。
アルビジョワ十字軍さなかの1216年5月、レーモン6世父子はマルセイユに上陸し、モンフォールの守備隊がとどまるボーケールの城を包囲し、8月に陥落させた。その後父はアラゴン王国へ向かい、一方レーモンはモンフォール軍に包囲された。城の守備隊を救うため、モンフォールは城を解放し8月24日に町を包囲しなければならなかった。これはオクシタニアにおけるモンフォールの初めての敗北となった。夜明けに反乱が始まったのである。モンフォールがヴァランティノワで戦闘中であった利をいかして、レーモン6世はトゥールーズを取り戻し、すぐに息子も加わった。
宗教的にエスカレートしていく戦いを避けるため、10年もの間破門状態のレーモン6世は背後にまわり、一方レーモンがシモンの子アモーリー6世・ド・モンフォールとの戦いを指揮し、失地を回復していった。1222年、父の死により伯位を継承。トゥールーズ伯となった時、アモーリー6世の反対はなかったが、レーモン7世は破門の範囲内のままだった。彼はフォワ伯レーモン・ロジェと同盟関係にあった。レーモン・ロジェの子ロジェ・ベルナール2世と対モンフォール戦を続行し、大ラングドックを回復すべく、カルカソンヌを包囲していた。アモーリー6世は唯一勢力下にあったカルカソンヌを失い、イル＝ド＝フランスに退去し、自らがオクシタニアに持つ全ての領土をルイ8世（フィリップ2世の子）へ移譲した。
1224年9月14日、アルビジョワ十字軍は降伏し、フランス南部の領主たちはいずれも教会と和平を結んだ。しかし、1225年のブールジュ教会会議においてレーモン7世が異端カタリ派と戦うことを約束させられたにもかかわらず、こうした約束はレーモン7世に対して起こされた新たな十字軍の結成の妨げにならなかった。『獅子王』と呼ばれていたルイ8世は、ラングドックにおいて王権を行使するため、紛争を更新する必要があった。ロジェ・ベルナール2世は和平を維持しようとしたが、王はフォワ伯の使節を拒み、フォワ伯とトゥールーズ伯は再び武器を手に取った。戦いはほとんどが断続的な小競り合いであった。1229年1月、レーモン7世はフランス王ルイ9世（ルイ8世の子）に降伏し、パリ条約に署名させられた。条約によってレーモン7世はトランカヴェル子爵領をフランス王に割譲し、伯位の継承予定者である一人娘ジャンヌをフランス王子でルイ9世の弟アルフォンスと結婚させなければならなくなった。
王室による伯領の後見を取り除き、ルイ9世と娘婿アルフォンスに対抗できる同盟関係を樹立しようと、イングランド王、フォワ伯、ポワトゥー領主ユーグ10世・ド・リュジニャンとの同盟関係が形成された。この連合は同時にポワトゥーとラングドックで反乱を起こした。しかし、リュジニャンの軽率さと敵との内通が早くに明らかになり、1242年のタイユブールの戦いでレーモン7世は敗北した。1243年1月、戦闘が勃発する前に連合を離脱したレーモン7世はフォワ伯領を攻撃した。ついに1243年、レーモンはルイ9世に臣従を誓い、フォワ伯領を占領した。
1248年、ルイ9世は大勢の自軍を引き連れて第7回十字軍へ参加した。レーモンは王の不在を利用して失われたかつての領地を取り戻そうと画策したが、病を得て1249年にミヨーにて52歳で死んだ。レーモン7世の死後、トゥールーズ伯位を継承したのは娘婿アルフォンスであった。アルフォンスが嫡子なきまま死ぬと、伯領はフランス王領に併合された。レーモン7世は母ジョーンの眠るフォントヴロー修道院に埋葬された。

## 子女
1211年、アラゴン王女サンシー（アラゴン王アルフォンソ2世の子）と結婚。1220年に一人娘ジャンヌ・ド・トゥールーズをもうけた。
1241年にレーモンはサンシーと離婚し、当時比類なき美女とうたわれていたプロヴァンス伯女サンシー・ド・プロヴァンスとの結婚を彼女の父レーモン・ベランジェ4世と交渉したが、この結婚はローマ教皇の同意が必要であった。そして教皇ケレスティヌス4世が死ぬと、次代教皇を決める選挙が1年行われなかった。待ちくたびれたレーモン・ベランジェ4世は娘をコーンウォール伯リチャードと結婚させた。
1243年、レーモンはマルグリット・ド・リュジニャン（ユーグ10世・ド・リュジニャンの娘）と結婚した。しかし、結婚は1245年に近親婚を理由として教皇の審判官から無効とされた。